# 伊拉諾·加德納
伊拉諾·加德納（Elanor Gardner），即是美貌伊拉諾（Elanor the Fair）是托爾金奇幻小說中土大陸（J. R. R. Tolkien）的虛構角色。她是山姆·詹吉（Samwise Gamgee）及妻子小玫·卡頓（Rosie Cotton）的長女。
伊拉諾·加德納生於夏爾曆1421年3月25日（第三紀元3021年），在剛鐸（Gondor），這一天是第四紀元的第一天。伊拉諾·加德納是魔戒持有者佛羅多·巴金斯（Frodo Baggins）唯一知道的山姆子女。伊拉諾這名字也是佛羅多所取的，以在羅斯洛立安（Lothlórien）盛開的花卉伊拉諾（Elanor）命名，山姆很滿意這個精靈名字，以花卉作為人名在哈比人的女性當中很普遍。這名字頗適合，伊拉諾長得有點像精靈，她擁有一頭金髮，這對哈比人來說極為罕見。伊拉諾·加德納的美貌深為人知，因此人稱美貌伊拉諾。
夏爾曆1436年，伊拉諾擔任皇后亞玟（Arwen）的首席伴娘。夏爾曆1451年，伊拉諾·加德納嫁給格林何姆的法斯拉（Fastred）。四年後，在山姆的提名下，哈比人統領（Thain）任命法斯拉為西境（Westmarch）的市長。伊拉諾·加德納及法斯拉遂移居到塔丘（Tower Hills），他們的家族在那裡繁衍下去。
夏爾曆1482年，山姆前往海外仙境（Undying Lands），伊拉諾成為西境紅皮書（Red Book of Westmarch）的持有者。伊拉諾有兩名孩子，分別是精靈坦（Elfstan）及費瑞爾（Fíriel）。
伊拉諾在《魔戒》的最後一節及附錄裡登場。在兩個沒有出版的《魔戒》版本裡，伊拉諾擔當著更重要的角色，這部分被收錄在《中土大陸的歷史》裡。在那些版本裡，伊拉諾父親山姆談話，提到故事裡一些重要部分，以及提到伊力薩王（Elessar）及皇后亞玟曾來訪。
在彼得·傑克遜（Peter Jackson）執導的電影《魔戒》系列裡，三歲的伊拉諾由亞歷桑德拉·奧斯汀（Alexandra Astin）飾演，她正是飾演山姆的演員肖恩·奧斯汀（Sean Astin）的女兒。